# Ben Mole
Ben Mole (*  19. November 1970 in London, England, Vereinigtes Königreich) ist ein britischer Filmregisseur, -produzent und Drehbuchautor. Zweimal trat er auch als Schauspieler auf. Am meisten war er in der Fernsehserie Ursprung der Technik tätig.

## Filmografie (Auswahl)

### Regisseur

#### Kurzfilme
- 2000: Goodbye
- 2003: Ten Minutes
- 2013: The Company
- 2013: The Case of Mary Ford

#### Fernsehserien
- 2005–2009: Ursprung der Technik (Ancient Discoveries, 26 Folgen)
- 2010–2011: Mystery Files (10 Folgen)
- 2011–2013: Infested! (9 Folgen)

### Produzent
- 2000: Goodbye (Kurzfilm)
- 2005–2009: Ursprung der Technik (Ancient Discoveries, 29 Folgen)
- 2010–2011: Mystery Files (3 Folgen)
- 2013: The Case of Mary Ford

### Drehbuchautor
- 2000: Goodbye (Kurzfilm)
- 2005–2009: Ursprung der Technik (Ancient Discoveries, 29 Folgen)
- 2011–2012: Infested! (7 Folgen)
- 2013: The Company

### Schauspieler
- 2000: Remember a Day

## Auszeichnungen
New York Festival
- 2011: Silbermedaille in der Kategorie Television Documentary and Information Programs für Mystery Files

Cyprus International Film Festival
- 2013:  CIFF Award in der Kategorie Veteran's Award für The Case of Mary Ford